# Villino Folchi (Roma)

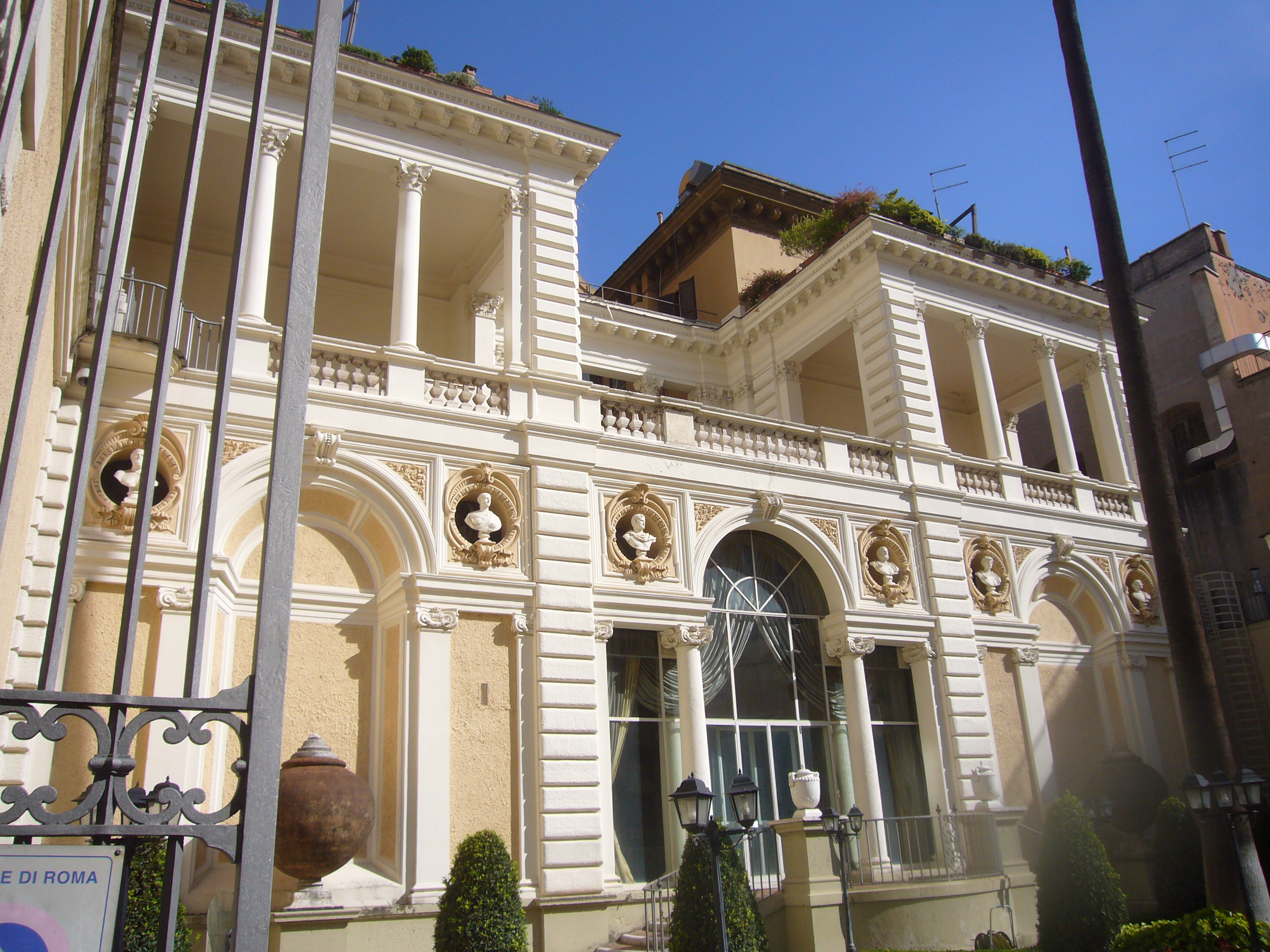
Vista da fachada de frente para o pátio interior.

Villino Folchi é uma pequena villa eclética localizada na Via Marche, no quarteirão entre a Via Sicilia e a Via Boncompagni, no rione Ludovisi de Roma. Ele foi construído em 1896 por Giovanni Battista Giovenale para o monsenhor Enrico Folchi e abriga atualmente a sede do grupo Tosinvest. No interior, algumas salas do piso térreo foram pintadas por artistas como Giovanni Capranesi e Gioacchino Pagliei.